# 9030 Othryoneus
9030 Othryoneus este o planetă minoră (asteroid), cu un diametru de 32,186 km, din Asteroid troian al lui Jupiter. A fost descoperită pe 30 octombrie 1989 la Observatorio de Cerro Tololo⁠(d) de Schelte J. Bus și a fost numită după Othryoneus⁠(d). 
Obiectul prezintă o orbită caracterizată de o semiaxă mare de 5,2688492 UAi, o excentricitate de 0,02, o înclinație de 4,23204 ° în raport cu ecliptica.